# Giác đế Đồng Nai
Giác đế Đồng Nai, tên khoa học Goniothalamus donnaiensis, là loài thực vật có hoa thuộc họ Na. Loài này được Finet & Gagnep. mô tả khoa học đầu tiên năm 1906.
Cây chứa chất donnaienins. Mọc nhiều ở Nha Trang, Cà Ná, sông Đồng Nai.